# برایان لوید (ورزشکار)
برایان لوید (انگلیسی: Brian Lloyd؛ ۱۱ مارس ۱۹۲۷ – ۱۹ ژوئیهٔ ۱۹۹۵) قایقران روئینگ اهل بریتانیا بود.
وی در مسابقات کشوری و بین‌المللی در مجموع برندهٔ ۱ مدال نقره، ۱ مدال برنز شده‌است.